# Saori Ariyoshi
Saori Ariyoshi (jap. 有吉 佐織, Ariyoshi Saori; * 1. November 1987 in der Präfektur Saga) ist eine japanische Fußballnationalspielerin.

## Vereinskarriere
Ariyoshi spielt seit 2012 beim japanischen Rekordmeister NTV Beleza in der Nihon Joshi Soccer League, der aber nach 2010 den Titel nicht mehr gewinnen konnte.

## Nationalmannschaft
Ariyoshi absolvierte ihr erstes Länderspiel für Japan am 29. Februar 2012 gegen Norwegen. Für die Olympischen Spiele in London wurde sie aber nur als eine von vier Reservespielerinnen benannt. 2013 nahm sie mit Japan erstmals am Algarve-Cup 2013 teil und gewann dabei mit Japan das Spiel um Platz 5 gegen China. Ein Jahr später erreichte sie beim Algarve-Cup 2014 mit Japan das Finale gegen Deutschland, verlor dies aber mit 0:3. Die Tore fielen aber erst nachdem sie zur zweiten Halbzeit ausgewechselt worden war.
Im Mai 2014 gewann sie mit ihrer Mannschaft erstmals die  Asienmeisterschaft gegen Titelverteidiger Australien. Dabei wurde sie nur im Gruppenspiel gegen den schwächsten Gegner Jordanien nicht eingesetzt als die meisten Stammspielerinnen geschont wurden.  Im März 2015 nahm sie mit Japan am Algarve-Cup 2015 teil, bei dem Japan aber nur den 9. Platz belegte.
Sie wurde auch für die WM 2015 nominiert und in zwei Gruppenspielen sowie den vier Spielen der Finalrunde eingesetzt. Im Achtelfinale gegen die Niederlande erzielte sie am 23. Juni in der 10. Spielminute ihr erstes Länderspieltor zur 1:0-Führung. Mit 2:1 zog Japan dann ins Viertelfinale ein und traf auf den Finalgegner der Asienmeisterschaft, der mit 1:0 besiegt wurde. Nach dem mit 2:1 gegen England gewonnenen Halbfinale wurde sie als Spielerin des Spiels ausgezeichnet. Im Finale gegen die USA kassierte ihre Mannschaft innerhalb der ersten 16 Minuten vier Tore. Ihre Mitspielerin Yūki Ōgimi konnte dann zwar noch auf 1:4 verkürzen und nach einem Eigentor der US-Girls konnte Japan sogar auf 2:4 herankommen, zwei Minuten später konnte aber auch sie das 2:5 nicht verhindern.

## Erfolge
- Vizeweltmeisterin 2015
- Asienmeister 2014, 2018